# Rhinanthus borbasii
Rhinanthe de Borbás
Espèce
Rhinanthus borbasii, le Rhinanthe de Borbás, est une plante herbacée annuelle appartenant au genre Rhinanthus et à la famille des Orobanchacées.

## Répartition
Europe centrale.